# Reacción de Chichibabin
La reacción de Chichibabin proporciona la 2-amino-piridina a partir de piridina por la acción de amiduro de sodio (o amiduro de potasio). Fue descrita por vez primera por Alekséi Chichibabin en 1914. La reacción también se produce en sustratos similares. El esquema general de la reacción es el siguiente: 

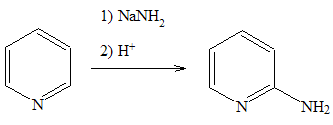
Reacción de Chichibabin.

## Introducción
Esta es una reacción de sustitución nucleofílica atípica, ya que conduce a la expulsión de un ion hidruro desde el anillo de piridina. El anión amida es un nucleófilo que se obtiene por la reacción de sodio metálico (o su hidruro) con amoníaco líquido (temperatura de -33 °C). El amoníaco líquido puede utilizarse como solvente para la misma reacción. 
El ataque nucleofílico ocurre selectivamente en la posición 2, lo que se explica fácilmente como consecuencia del heteroátomo electroatrayente (N) que da al carbono α marcado carácter electrofílico. El ataque determina la expulsión de un ion hidruro que en una etapa posterior capta un átomo de hidrógeno del grupo amino unido a la piridina con la formación de hidrógeno molecular (gas) que deja la fase líquida impulsando cinéticamente la reacción. El equilibrio de la reacción está desplazado hacia la formación del producto debido al principio de Le Châtelier. El último paso es la neutralización del ácido que permite alcanzar un rendimiento notable de 2-amino piridina. 
El ion hidruro formado después de un ataque nucleofílico por el amiduro de sodio puede atacar otros sitios en la molécula, especialmente el carbono en posición 4, que se ve afectado por el efecto inductivo en α del nitrógeno (más electronegativo). Esta posibilidad da lugar a una reacción invisible porque lo se forma en este caso sólo puede evolucionar con la expulsión del propio ion hidruro. 

## Mecanismo de Reacción
El mecanismo, que prevé la formación de un aducto σ, se puede resumir de la siguiente manera: 

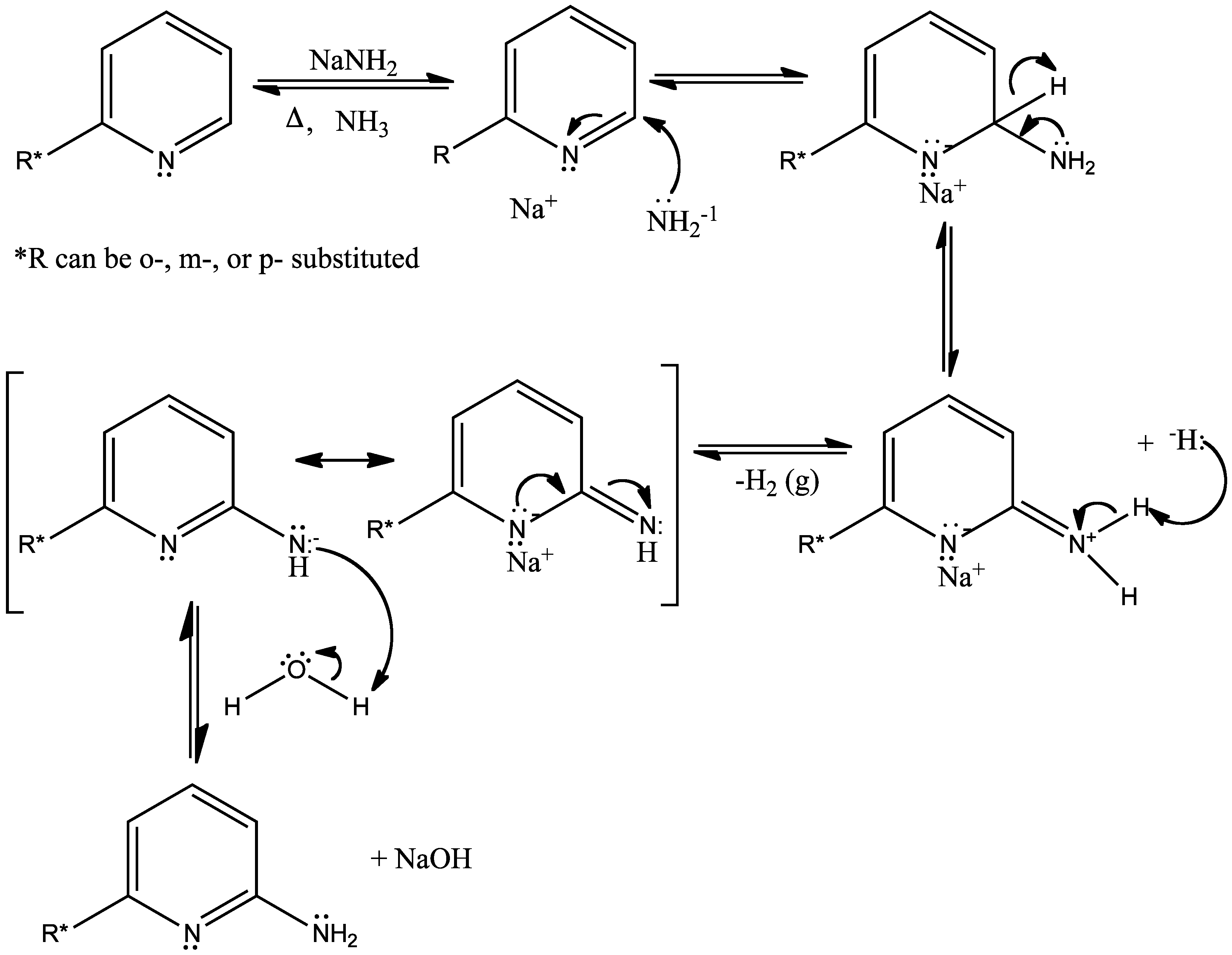
Mecanismo de la reacción.